# Aßbütteler und Herrschaftliches Moor
Aßbütteler und Herrschaftliches Moor este o arie protejată (arie specială de conservare — SAC, sit de importanță comunitară — SCI) din Germania întinsă pe o suprafață de 288 ha, integral pe uscat.

## Localizare
Centrul sitului Aßbütteler und Herrschaftliches Moor este situat la coordonatele 53°45′40″N 8°45′23″E / 53.7611°N 8.7564°E.

## Înființare
Situl Aßbütteler und Herrschaftliches Moor a fost declarat sit de importanță comunitară în februarie 1999 pentru a proteja un număr necunoscut de specii din flora spontană și fauna sălbatică aflate în arealul zonei. Situl a fost protejat și ca arie specială de conservare în septembrie 2017.

## Biodiversitate
Situată în ecoregiunea atlantică, aria protejată conține 5 habitate naturale: Pajiști uscate europene, Turbării active, Mlaștini oligotrofe degradate, capabile încă de regenerare naturală, Mlaștini turboase de tranziție și turbării mișcătoare, Mlaștini împădurite.
La baza desemnării sitului se află un număr nedeclarat de specii protejate.
Pe lângă speciile protejate, pe teritoriul sitului au mai fost identificate 3 specii de plante.